# Nemesis atlantica
Nemesis atlantica är en kräftdjursart som beskrevs av C. B. Wilson 1922. Nemesis atlantica ingår i släktet Nemesis och familjen Eudactylinidae. Inga underarter finns listade i Catalogue of Life.